# Teufelsbach (Saußbach)
Der Teufelsbach (tschechisch Čertova vodá) ist der fast 26 km lange linke Hauptstrang-Oberlauf des Saußbachs im angrenzenden Teil Tschechiens und im niederbayerischen Landkreis Freyung-Grafenau, der über die Wolfsteiner Ohe und die Ilz zur Donau entwässert.

## Verlauf
Der Teufelsbach entspringt mit vier Quellbächen in rund 1.165 m Höhe im Mauther Forst wenige Meter westlich der deutsch-tschechischen Grenze, fließt westlich an Bučina (Buchwald) vorbei in südlicher Richtung, weiter östlich am Ebensteinberg vorbei und bildet auf eine Länge von 4,79 km die Grenze zwischen Bayern und Tschechien. In seinem Oberlauf wird ihm über den 1820 bis 1825 erbauten Schwellgraben Wasser vom Reschbach zugeleitet, das in der Teufelsbachklause, die an einem rechten Zufluss liegt, in einem Triftweiher gestaut wird. Bei der Hammerklause verlässt er die Grenze und fließt weiter durch die Teufelsklamm zur Waldmühle beim Ortsteil Hohenröhren der Gemeinde Mauth. Dort vereinigt er sich mit dem von rechts kommenden Rothbach. Der damit entstandene Saußbach, teils auch Saußwasser genannt, fließt in der Zuflussrichtung des Rothbachs etwa südsüdöstlich ab.
Bei Bučina wird der Wasserlauf von einer für den motorisierten Verkehr gesperrten Straße gequert, die die über Finsterau kommende Staatsstraße 2127 mit der in Tschechien von Kvilda kommenden Straße verbindet.

## Zuflüsse
Von der Quelle zum Zusammenfluss mit dem Rothbach (Auswahl):
- Ochsenstallseige, von rechts
- Trockene Seige, von rechts
- Červený potok/Rothbach/Reifenmühlbach, von links an der Hammermühle; ebenfalls Grenzbach
- Zwerchmaisseige, von links
- Langmaisseige, von links
- Judenseige, von links
- Zusammfallbach, von links
- Voglauer Seige, von rechts
- Leinbaumseige, von links